# 維亞爾恰河
維亞爾恰河（烏克蘭語：Вялча），是烏克蘭的河流，位於該國中北部基輔州，屬於伊爾利亞河的支流，河口處在舊魯德尼亞附近，河道全長14公里，流域面積77.9平方公里。